# ISO 3166-2:BW
ISO 3166-2 données pour le Botswana

## Mise à jour
```
ISO 3166-2:2003-09-05
```

## Districts (9)
```
BW-CE  
District central

BW-GH  
District de Ghanzi

BW-KG  
District de Kgalagadi

BW-KL  
District de Kgatleng

BW-KW  
District de Kweneng

BW-NE  
District du Nord-Est

BW-NW  
District du Nord-Ouest

BW-SE  
District du Sud-Est

BW-SO  
District du Sud
```